# BBC Pacific Quay
BBC Pacific Quay – budynek w Glasgow, położony bezpośrednio nad rzeką Clyde w części miasta zwanej Pacific Quay, stanowiący główną siedzibę BBC w Szkocji. 
Gmach został uroczyście otwarty 20 września 2007 przez ówczesnego premiera Wielkiej Brytanii Gordona Browna, z pochodzenia Szkota. Wewnątrz znajdują się biura BBC Scotland, a także trzy studia telewizyjne i sześć studiów radiowych. W części telewizyjnej realizowane są zarówno programy przeznaczone tylko na rynek szkocki (m.in. regionalne wiadomości Reporting Scotland, emitowane w szkockiej wersji BBC One, a także część programów BBC Alba), jak i produkcje przeznaczone do emisji w całej Wielkiej Brytanii. Liczące 728 metrów kwadratowych powierzchni Studio A jest największym położonym poza Londynem studiem telewizyjnym High Definition w Zjednoczonym Królestwie. W części radiowej produkowane są audycje BBC Radio Scotland i BBC Radio nan Gàidheal, a także wybrane programy ogólnokrajowych stacji radiowych BBC.